# Piotr Szczyrba
Piotr Szczyrba – burmistrz Kazimierza w 1524, 1526, 1529, 1530, 1531, 1532, 1533, 1534, 1535, 1536 roku, rajca kazimierski w latach 1524-1536.